# Niccolò Figari
Niccolò Figari (né le 24 janvier 1988 à Gênes) est un joueur de water-polo italien, champion du monde en 2011 à Shanghai. C'est un défenseur du Pro Recco.